# Homoneura ethelia
Homoneura ethelia är en tvåvingeart som först beskrevs av Charles Howard Curran 1936.  Homoneura ethelia ingår i släktet Homoneura och familjen lövflugor. Inga underarter finns listade i Catalogue of Life.